# Right by Your Side
Right by Your Side ist ein Lied des britischen Popduos Eurythmics aus dem Jahr 1983. Es wurde von den Gruppenmitgliedern Annie Lennox und David A. Stewart geschrieben und von Stewart produziert. In Großbritannien wurde der Titel im Oktober 1983 als zweite Single aus Eurythmics‘ drittem Album Touch veröffentlicht und einige Wochen vor dem Album veröffentlicht. In Nordamerika wurde das Lied als dritte Single des Albums veröffentlicht und erschien erst im Juli 1984 als Single.

## Hintergrund
Right by Your Side war eine gewisse Abkehr von früheren Eurythmics-Liedern und ist ein New Wave- Uptempo-Liebeslied mit instrumentalen Calypso-Hintergrundklängen,  mit synthetischen Steeldrum- und Marimba-Sounds und einer Bläsersektion. Billboard beschrieb „den extravagant fröhlichen Sound und die bis zum Bersten vollgepackten karibischen Rhythmen“.

## Rezeption
Right by Your Side war die vierte aufeinanderfolgende Single von Eurythmics, die 1983 in die Top 10 der britischen Single-Charts kam. Sie kletterte auch auf Platz 29 der US Billboard Hot 100.

## Titellisten

### 7"
A: „Right by Your Side“ (7"-Version) – 3:52
B: „Right by Your Side“ (Party Mix) – 6:27

### 12"
A: „Right by Your Side“ (Extended Version)* – 12:25
B1: „Right by Your Side“ (Special Mix) – 0:59
B2: „Plus Something Else“ 5:30 ** (später veröffentlicht auf der remasterten Neuauflage der LP „Touch“ (2005))
* Auf der Platte einfach „Right By Your Side“ betitelt, es gibt keine Angaben zu Dauer oder Version.
** Dies ist ein Instrumental-/Dub-Mix des Songs „Regrets“, der mit Daves Worten beginnt: „Well, that's enough of that.  Here's something else.“ Eine andere Version von „Regrets“, diesmal ein 7:34 „Vocal“-Remix, ist auf der EP „Touch Dance“ (1984; 12´´ und CD) zu finden – Originalversion des Songs „Regrets“ von der LP „Touch“ (1983).

## Versionen
Special Mix – 0:59 Beginnt mit einer Ankündigung von Dave: „Hello.  This is our hopefully Special Mix.  Bye-bye.“ Dann werden die ersten (ungefähr) 55 Sekunden der Albumversion abgespielt, bevor ausgeblendet wird.
7"-Version – 3:52 Im Wesentlichen eine Bearbeitung der Albumversion, die vor der Schlusssequenz ausgeblendet wird.
Albumversion – 4:46 Einzige Version mit „weißem Rauschen“ während der Schlusssequenz, wenn das Lied ausgeblendet wird.
Party-Mix – 6:27 Remix mit zusätzlichen elektronischen Percussion-Effekten und Saxophon-Solo am Ende, gekürzt vom vollständigen Extended Mix.
Extended Mix, auch bekannt als SuperExtended Mix – 12:25 Remix mit zusätzlichen elektronischen Percussion-Effekten, einem viel längeren Saxophon-Solo und keuchendem, wortlosem Gesang.